# Jankovič
Jankovič je priimek v Sloveniji, ki ga je po podatkih Statističnega urada Republike Slovenije na dan 1. januarja 2010 uporabljalo 540 oseb.

## Znani nosilci priimka
- Aleksander (Sašo) Jankovič Potočnik (*1961), ilustrator, animator, publicist,
- Alfred Matthew »Weird Al« Yankovic (*1959), ameriški glasbenik in satirik slovenskega rodu
- Avgust Jankovič (1878—1937), violinist in glasbeni pedagog
- Eleonora Jankovič (1941—2019), operna in koncertna pevka
- Franc Jankovič (1871—1931), zdravnik in politik
- Franc Jožef Jankovič (okoli 1700), zapisovalec ljudskega blaga
- Frank Jankovič (Frankie Yankovic) (1915—1998), harmonikar slovenskega rodu, ameriški "kralj polke"
- Ján Jankovič (*1943), slovaški pisatelj
- Katka Jankovič (*1975), atletinja, sedmerobojka
- Lara (P.) Jankovič (*1971), igralka in pevka
- Milan Jankovič (1929—2019), slovaški literarni zgodovinar in teoretik
- Mija Janžekovič Jankovič (*1930), gledališka in TV-režiserka, igralka
- Pavel Jankovič (1912—1971), violinist